# Lucas González Vélez
Lucas Fidolo González Vélez(Bogotá, Colombia, 7 de junio de 1981) es un entrenador de fútbol colombiano nacionalizado español. Actualmente es el director técnico del Deportes Tolima de la Categoría Primera A.

## Vida personal
Tras estudiar 2 carreras universitarias diferentes sin llegar a culminarlas decide emigrar a Australia en donde se titula en Ciencias del Deporte, años más tarde obtiene las licencias para dirigir al fútbol profesionalmente en España.

## Trayectoria

### Real Cartagena y fútbol australiano
En los Torneos Apertura 2006 y Apertura 2010 tendría su primera experiencia en el fútbol siendo asistente del preparador físico del Real Cartagena. Para 2010 decide volver a Australia en donde cumple su sueño de ser futbolista, jugando durante 5 temporadas en ascenso de ese país.

### Etapa en España y Atlético Nacional
En 2017 se incorporó al CE Sabadell FC como director de metodología después de que su empresa Global Football Institute estableciera una alianza con el club; se fue en enero de 2019 cuando terminó la sociedad.
En agosto de 2017 González se incorporó al CF Igualada como preparador físico y asistente. En febrero de 2021 regresó a su país de origen tras ser nombrado técnico de la divisiones menores de Atlético Nacional.

### Águilas Doradas
El 5 de agosto de 2022 González dejó el Atlético Nacional, y fue anunciado como asistente de Harold Rivera Roa en Independiente Santa Fe el 23 de diciembre. Sin embargo, siete días después fue nombrado técnico de Águilas Doradas Rionegro en la máxima categoría del fútbol colombiano, en reemplazo de Leonel Álvarez. En su primera experiencia como entrenador en el Torneo Apertura 2023 tiene una destacada campaña quedando en la primera posición del todos contra todos, aunque en el cuadrangular final quedaría eliminado y sin chances de jugar la final. El 26 de Junio se hace oficial su desvinculación con el club.

### América de Cali
El 29 de junio de 2023 es confirmado como nuevo entrenador del América de Cali.
Debido a los malos resultados obtenidos en el tiempo que llevaba dirigiendo al América de Cali, el 25 de agosto del 2023 casi dos meses de ser presentado, la junta deportiva del equipo decidió dar por terminado el proceso del profesor. El día siguiente los jugadores referentes de América de Cali solicitaron una rueda de prensa en la cual manifiestan respaldar al proceso deportivo del profesor, comunicando a la hinchada que revertirían de la mano de Lucas los malos resultados, previo al encuentro con Independiente Santa Fe de visitante. Posteriormente América llevaría una seguidilla de buenos resultados que lo ubicarían en las primeras posiciones del todos contra todos dándole la clasificación anticipada a cuadrangulares; sin embargo, el equipo queda rápidamente eliminado y sin chances de jugar la final de la liga, en, tal vez, la peor actuación del equipo en sus más de 90 años de historia en esta definición. El 15 de enero de 2024 Se dio a conocer por medio de un comunicado el despido de Lucas González como entrenador del América de Cali. 

### Central Córdoba
El 19 de abril de 2024 es confirmado como nuevo director técnico de Central Córdoba de Santiago del Estero de la Primera División de Argentina, siendo su primera experiencia en el exterior como director técnico. En julio del mismo año, fue despedido de su cargo luego de una serie de malos resultados.

## Clubes

### Asistente técnico y preparador físico
| Club                                    | País     | Año         |
| --------------------------------------- | -------- | ----------- |
| Real Cartagena                          | Colombia | 2006        |
| Club Academia Élite FC                  | Colombia | 2008 - 2009 |
| Real Cartagena                          | Colombia | 2010        |
| CE Sabadell                             | España   | 2017 - 2019 |
| CF Igualada                             | España   | 2019 - 2020 |
| Divisiones menores de Atlético Nacional | Colombia | 2021 - 2022 |

### Entrenador
| Club                            | Periodo                 | Periodo             |
| Club                            | Desde                   | Hasta               |
| ------------------------------- | ----------------------- | ------------------- |
| Águilas Doradas · Colombia      | 30 de diciembre de 2022 | 17 de junio de 2023 |
| América de Cali · Colombia      | 29 de junio de 2023     | 15 de enero de 2024 |
| Central Córdoba (SdE) Argentina | 19 de abril de 2024     | 29 de julio de 2024 |
| Deportes Tolima · Colombia      | Junio 2025              | Presente            |

## Estadísticas como entrenador
| Equipo                     | Div.                | Temporada           | Liga | Liga | Liga | Liga |    | Copa | Copa | Copa | Copa |   | Internacional | Internacional | Internacional | Internacional |   | Otros | Otros | Otros | Otros |    | Totales     | Totales | Totales | Totales | Totales | Totales | Totales | Totales |
| Equipo                     | Div.                | Temporada           | PD   | G    | E    | P    | PD | G    | E    | P    | PD   | G | E             | P             | PD            | G             | E | P     | PD    | G     | E     | P  | Rendimiento | GF      | GC      | Dif.    |         |         |         |         |
| -------------------------- | ------------------- | ------------------- | ---- | ---- | ---- | ---- | -- | ---- | ---- | ---- | ---- | - | ------------- | ------------- | ------------- | ------------- | - | ----- | ----- | ----- | ----- | -- | ----------- | ------- | ------- | ------- | ------- | ------- | ------- | ------- |
| Águilas Doradas · Colombia | 1.ª                 | 2023                | 26   | 11   | 8    | 7    | -  | -    | -    | -    | 1    | 0 | 0             | 1             | -             | -             | - | -     | 27    | 11    | 8     | 8  | 50.62%      | 36      | 33      | +3      |         |         |         |         |
| Águilas Doradas · Colombia | Total               | Total               | 26   | 11   | 8    | 7    | -  | -    | -    | -    | 1    | 0 | 0             | 1             | -             | -             | - | -     | 27    | 11    | 8     | 8  | 50.62%      | 36      | 33      | +3      |         |         |         |         |
| América de Cali · Colombia | 1.ª                 | 2023                | 26   | 11   | 7    | 8    | 2  | 0    | 0    | 2    | -    | - | -             | -             | -             | -             | - | -     | 28    | 11    | 7     | 10 | 47.62%      | 41      | 32      | +9      |         |         |         |         |
| América de Cali · Colombia | Total               | Total               | 26   | 11   | 7    | 8    | 2  | 0    | 0    | 2    | -    | - | -             | -             | -             | -             | - | -     | 28    | 11    | 7     | 10 | 47.62%      | 41      | 32      | +9      |         |         |         |         |
| Central Córdoba Argentina  | 1.ª                 | 2024                | 8    | 0    | 1    | 7    | 1  | 1    | 0    | 0    | -    | - | -             | -             | -             | -             | - | -     | 9     | 1     | 1     | 7  | 14.81%      | 9       | 21      | -12     |         |         |         |         |
| Central Córdoba Argentina  | Total               | Total               | 8    | 0    | 1    | 7    | 1  | 1    | 0    | 0    | -    | - | -             | -             | -             | -             | - | -     | 9     | 1     | 1     | 7  | 14.81%      | 9       | 21      | -12     |         |         |         |         |
| Deportes Tolima · Colombia | 1.ª                 | 2025                | 7    | 4    | 1    | 2    | 2  | 0    | 0    | 2    | -    | - | -             | -             | -             | -             | - | -     | 9     | 4     | 1     | 4  | 48.14%      | 9       | 8       | +1      |         |         |         |         |
| Deportes Tolima · Colombia | Total               | Total               | 7    | 4    | 1    | 2    | 2  | 0    | 0    | 2    | -    | - | -             | -             | -             | -             | - | -     | 9     | 4     | 1     | 4  | 48.14%      | 9       | 8       | +1      |         |         |         |         |
| Total en su carrera        | Total en su carrera | Total en su carrera | 67   | 26   | 17   | 24   | 5  | 1    | 0    | 4    | 1    | 0 | 0             | 1             | -             | -             | - | -     | 73    | 27    | 17    | 29 | 44.75%      | 95      | 94      | +1      |         |         |         |         |
| 1. 2. 3.                   |                     |                     |      |      |      |      |    |      |      |      |      |   |               |               |               |               |   |       |       |       |       |    |             |         |         |         |         |         |         |         |

#### Resumen por competiciones
| Competición                   | Partidos | Ganados | Empatados | Perdidos | Ganados % |
| ----------------------------- | -------- | ------- | --------- | -------- | --------- |
| Categoría Primera A           | 59       | 26      | 16        | 17       | 53.11%    |
| Copa Colombia                 | 4        | 0       | 0         | 4        | 0%        |
| Primera División de Argentina | 8        | 0       | 1         | 7        | 4.17%     |
| Copa Argentina                | 1        | 1       | 0         | 0        | 100%      |
| Copa Sudamericana             | 1        | 0       | 0         | 1        | 0%        |
| TOTAL                         | 73       | 27      | 17        | 29       | 44.75%    |